# Peperomia sympodialis
Peperomia sympodialis är en pepparväxtart som beskrevs av Trel. & Yunck.. Peperomia sympodialis ingår i släktet peperomior, och familjen pepparväxter. Inga underarter finns listade i Catalogue of Life.